# New York City Ballet
El New York City Ballet (NYCB) es una compañía de ballet fundada en 1948 por el coreógrafo George Balanchine y Lincoln Kirstein. Balanchine y Jerome Robbins son considerados los coreógrafos fundadores de la compañía. Léon Barzin fue el primer director musical de la compañía. El Ballet surgió de compañías anteriores: la Producing Company of the School of American Ballet, 1934; el American Ballet, 1935, y el Ballet Caravan, 1936, que se fusionó en la American Ballet Caravan, 1941; y directamente de la Ballet Society, en 1946.

## Historia

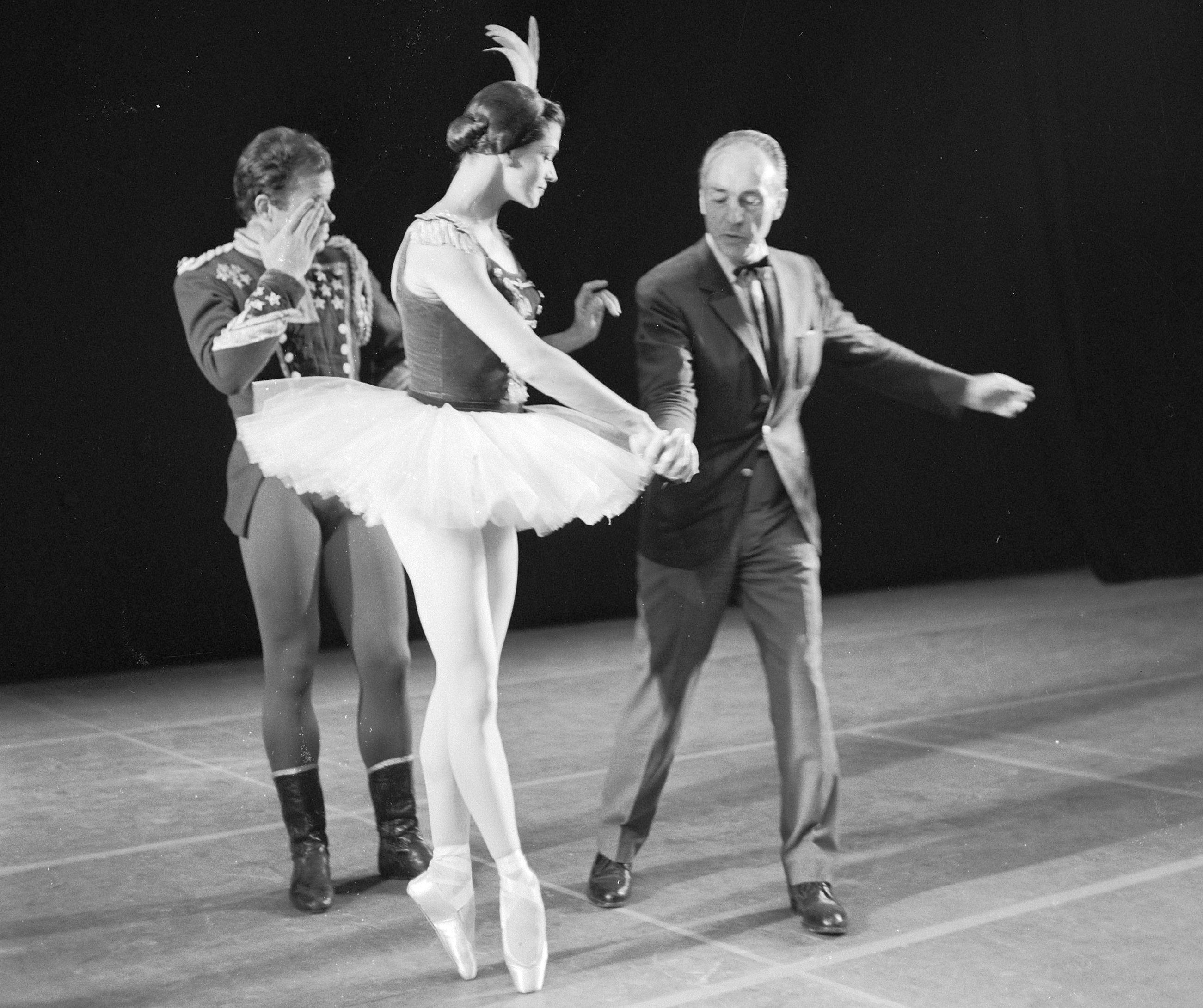
El Ballet de la Ciudad de Nueva York en Ámsterdam con George Balanchine

En una carta de 1946, Kirstein declaró: "La única justificación que tengo es permitir que Balanchine haga exactamente lo que quiere hacer y de la forma que quiere hacerlo". Fue director general de la compañía de 1946 a 1989, desarrollándola y manteniéndola gracias a su capacidad organizativa y de recaudación de fondos.
La compañía pasó a llamarse New York City Ballet en 1948, cuando se convirtió en residente del New York City Center. Su éxito estuvo marcado por su traslado al Teatro Estatal de Nueva York, actual Teatro David H. Koch, diseñado por Philip Johnson según las especificaciones de Balanchine. El City Ballet se convirtió en la primera compañía de ballet de Estados Unidos en tener dos sedes permanentes: una en el Teatro David H. Koch del Lincoln Center, en la calle 63 de Manhattan, y otra en el Saratoga Performing Arts Center, en Saratoga Springs (Nueva York). La School of American Ballet (S.A.B.), que fundó Balanchine, es la escuela de formación de la compañía.
Tras el traslado de la compañía al State Theater, la creatividad de Balanchine como coreógrafo floreció. Creó obras que fueron la base del repertorio de la compañía hasta su muerte en 1983. Trabajó en estrecha colaboración con el coreógrafo Jerome Robbins, que reanudó su relación con la compañía en 1969 tras haber producido obras para Broadway.
El NYCB sigue teniendo el mayor repertorio, con diferencia, de todas las compañías de ballet estadounidenses. A menudo pone en escena 60 ballets o más en sus temporadas de invierno y primavera en el Lincoln Center cada año, y 20 o más en su temporada de verano en Saratoga Springs. El City Ballet ha representado El Cascanueces, Romeo y Julieta, El sueño de una noche de verano y muchas más.

## Programación

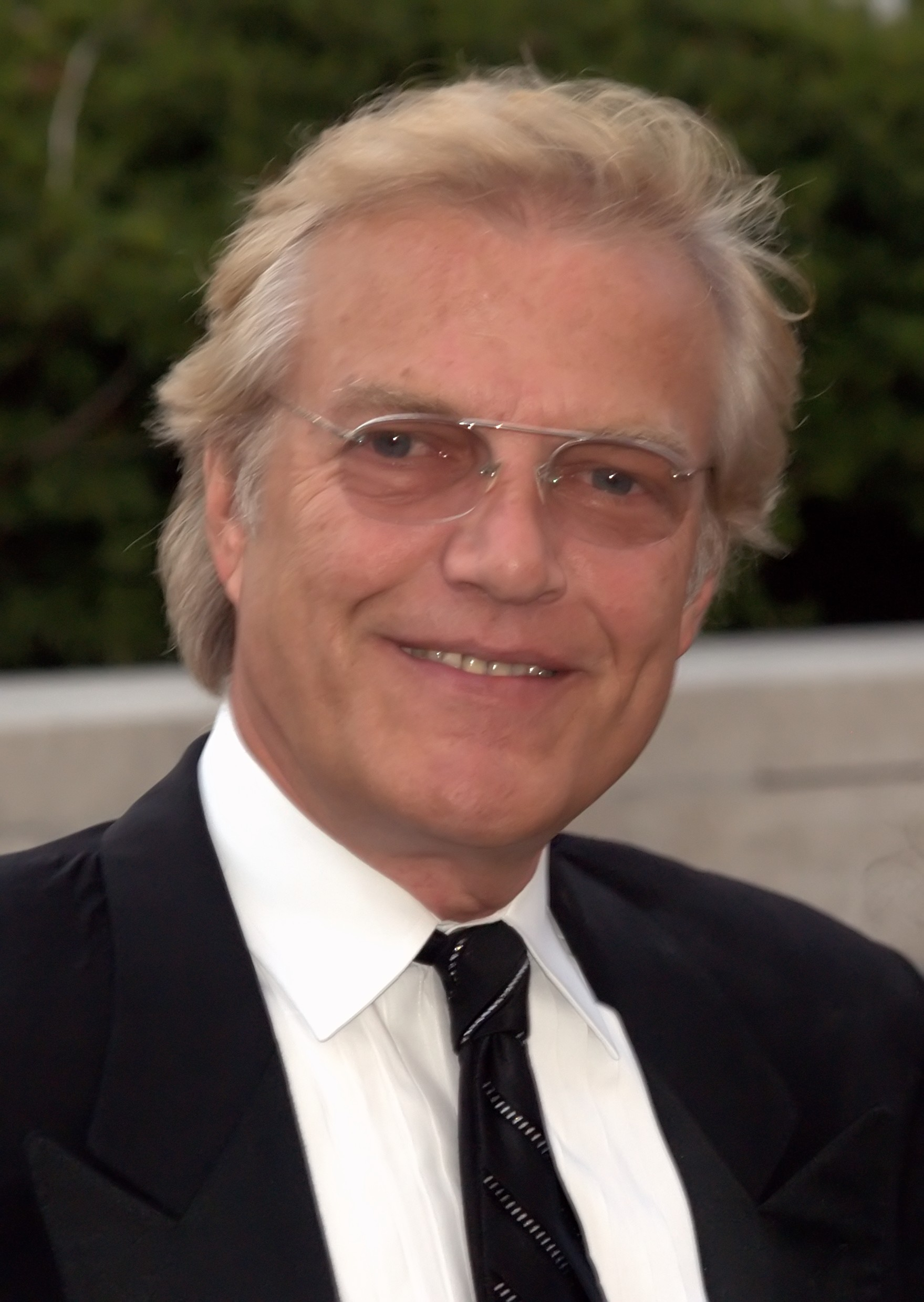
Peter Martins, director artístico del NYCB desde 1990 hasta 2018.

El NYCB representa las temporadas de repertorio de otoño, invierno y primavera en el Teatro David H. Koch del Lincoln Center, así como el Cascanueces de George Balanchine durante los meses de noviembre y diciembre; tiene una residencia de verano en el Saratoga Performing Arts Center y realiza regularmente giras internacionales.
Las charlas introductorias sobre un espectáculo en curso, llamadas First Position Discussions, se celebran antes de algunos espectáculos o durante algunos intervalos en el cuarto anillo, casa derecha; los docentes son voluntarios e incluyen tanto a profanos como a antiguos bailarines. Los eventos Inside NYCB, de una hora de duración, exploran la historia y el funcionamiento interno de la compañía a través del espectáculo y el debate, a menudo con bailarines y personal artístico.
Otros programas públicos son los Sábados familiares, programas interactivos de una hora para niños a partir de 5 años; los Talleres infantiles y los Talleres en movimiento, exploraciones previas a la representación de la música, el movimiento y los temas de un ballet que aparece en el espectáculo de la matiné para niños de 5 a 8 años y de 9 a 11 años, respectivamente; y Ballet Essentials, una clase informal de ballet de 75 minutos para adultos a partir de 21 años con poca o ninguna experiencia previa en danza. Todos estos programas están dirigidos por bailarines del NYCB.

## La Orquesta del New York City Ballet
La orquesta del NYCB, compuesta por 66 miembros, es una importante institución sinfónica por derecho propio, habiendo tocado en prácticamente todos los miles de espectáculos que el NYCB ha ofrecido a lo largo de las décadas. Es una de las orquestas más versátiles del mundo, ya que en una semana cualquiera interpreta quizá tres o cuatro veces el repertorio que cabría esperar de otra sinfónica. Los músicos principales de la orquesta también interpretan la mayoría de los conciertos, otros solos y música de cámara del repertorio del NYCB. La orquesta acompaña al ballet en todas sus giras estadounidenses, y aunque el ballet utiliza orquestas locales en sus giras internacionales, los miembros de la Orquesta del NYCB suelen acompañarle como solistas o figurantes.
Además de los miembros de la orquesta, el NYCB cuenta con seis pianistas en plantilla a tiempo completo. Todos ellos actúan en el foso con la orquesta de forma regular.
La orquesta del NYCB también acompaña ocasionalmente a compañías de danza de otras ciudades en el Teatro Koch. Entre ellas han estado la Compañía de Ballet Australiano en la primavera de 2012, y el Ballet de San Francisco en el otoño de 2013.
En enero de 2019, se anunció que un donante anónimo había financiado el cambio de nombre del foso de la orquesta por el de "Foso de la Orquesta Stravinsky" .

## Bailarines principales
- Jared Angle
- Tyler Angle
- Harrison Ball
- Ashley Bouder
- Chun Wai Chan[21]
- Adrian Danchig-Waring
- Megan Fairchild
- Jovani Furlan
- Joseph Gordon
- Anthony Huxley
- Sterling Hyltin
- Russell Janzen
- Sara Mearns
- Tiler Peck
- Unity Phelan
- Taylor Stanley
- Daniel Ulbricht
- Andrew Veyette
- Peter Walker
- Indiana Woodward

## Controversias

### Acusaciones de mala conducta contra Peter Martins
En diciembre de 2017, Martins se tomó una excedencia del New York City Ballet tras una acusación de conducta sexual inapropiada presentada contra él. Cinco bailarinas del Ballet de la Ciudad declararon posteriormente al New York Times que Martins había abusado verbal o físicamente de ellas; Martins negó haber incurrido en conducta inapropiada alguna. Martins se retiró del City Ballet el 1 de enero de 2018. Una investigación independiente encargada por el NYCB y el SAB y dirigida por la abogada especializada en derecho laboral Barbara E. Hoey no corroboró las acusaciones de acoso o violencia vertidas contra Martins, según una declaración conjunta emitida por la compañía y la escuela. El informe en sí no se hizo público.

### Acusación de fotos con desnudos
En septiembre de 2018, Alexandra Waterbury, exnovia del bailarín principal del NYCB Chase Finlay, inició una acción civil en la Corte Suprema del Condado de Nueva York contra Finlay, los bailarines principales Amar Ramasar y Zachary Catazaro, el patrón del NYCB Jared Longhitano, el New York City Ballet y el SAB. Su demanda alegaba daños por parte de Finlay por supuestamente tomar y compartir fotos y videos sexualmente explícitos de Waterbury sin su conocimiento o consentimiento, y por parte de Ramasar, Catazaro, Longhitano, el NYCB y el SAB por supuestamente contribuir a esos daños de diversas maneras. Todos los demandados impugnaron las alegaciones de hecho clave formuladas en la demanda, así como su responsabilidad como cuestión de derecho; todos ellos presentaron mociones de desestimación. El caso está actualmente pendiente de resolución.
La demanda de Waterbury provocó la dimisión de Finlay y el despido de Ramasar y Catazaro. En abril de 2019, un árbitro ordenó la readmisión de Ramasar y Catazaro; Catazaro decidió no reincorporarse a la empresa.